# Судебник Мхитара Гоша
Судебник Мхитара Гоша (арм. Մխիթար Գոշի դատաստանագիրք) — сборник феодального права Армении. Написанный около 1184 года, последний стал основой для всей последующей армянской правовой мысли. Составлен Мхитаром Гошем, в нём установлены принципы и порядок судопроизводства.
Написанный на древнеармянском языке и отличающийся лаконизмом, этот кодекс использовался в Армении и в Киликии. В состав этого свода, без всякой системы и руководящей нити, вошли, кроме законов Восточной Римской империи (Византии), армянские национальные обычаи, каноны армянской церкви, законы Моисея. Также Мхитар Гош использовал при написании сборника ряд положений мусульманского права, не противоречивший Моисеевым законам (глава X Введения). Впоследствии к Судебнику были присоединены работы других авторов, например не принадлежащий Мхитару Гошу перевод сирийско-римских законов. Какой-либо строгой системы в судебнике нет, теоретические рассуждения сочетаются с общими рассуждениями, нормами права и их толкованием.
Силу обязательного закона судебник Мхитара Гоша впервые получил в XIII в., в Киликийской Армении. В XVI в. он был принят польским королём Сигизмундом I для армянских колоний во Львове, Каменце-Подольском и других городах. Отдельные части его переведены на латынь, польский, татарский языки. В XVIII в. судебник Мхитара Гоша был внесён в сборник грузинских законов, составленный царевичем, впоследствии царём Вахтангом VI (так называемый Вахтангов сборник законов), в составе которого действовал и после присоединения Грузии к России.
Судебник дошёл до нас во многочисленных списках и вариантах, хранящихся в Матенадаране (государственное хранилище древних рукописей) в Ереване, а также в библиотеках Венеции, Вены и других городов. Отдельные части его переведены на латынь, польский, татарский языки.
Самая ранняя копия Судебника переписана, вероятно, ещё при жизни Гоша. Возможно сохранились две авторских версии. Сегодня имеются многочисленны рукописи, хранящиеся в Матенадаране, а также в библиотеках в Венеции, Вены, Парижа, Бейрута и других городов. Специалисты, как правило, делят дошедшие варианты на три основные группу — «A», «B» и «C», которые различаются между собой в основном последовательностью, иногда и содержанием. статей.

## Предпосылки возникновения
Основными источниками права на территории Закавказья являлись обычаи. При этом, значительное место в складывающихся отношениях имели канонические акты различных религий. Так в течение IV–XIII век по территории Закавказья распространился ряд основополагающих религиозных направлений. Впоследствии двумя постоянного конкурирующими между собой религиями на территории Закавказья стали христианство и мусульманство соответственно. В связи с этим происходило параллельное возникновение конкурирующих правовых систем на основе вышеуказанных религиозных направлений. Одной из наиболее функциональных считается шариат, основой которого являются три источника: Коран, Сунну и Иджму. Шариат регулировал практически все сферы жизнедеятельность правомерного мусульманина, однако, нормы права и морали, попеременно отражались вместе с религиозными и бытовыми нормами. В свою очередь нормы христианского права по большей мере не имели никакой систематизации. Кроме того, в целом под регулирование норм христианского права попадал крайне узкий круг общественных отношений. Так до момента появления Судебник Мхитара Гоша у христианских народов, проживавших на территории Закавказья, не было каких-либо систематизированных нормативно-правовых актов. Параллельное существование двух правовых систем приводило осложнениям существования христианской части населения. Так даже главой IX Судебника Мхитара Гоша христианской части населения запрещалось обращаться в мусульманские суды (кадии).

## Содержание
Судебник состоит из трёх основных частей — «Введение», «Церковные каноны» и «Светский закон». В «Введении» Мхитар благодарит своих благодетелей, обясняет причину написания своего труда. Сам раздел начинается словами
Где найдешь ответ тем, кто злословит о нас, якобы нет суда в Армении
Раздел состоит из 11 глав.
«Церковные каноны» состоят из 124 глав (статей), и часто опираются на Ветхий Завет, «Канонагирк» Ованеса Одзнеци и «Судебник» Давида Гандзакеци.
«Светский закон» состоит из 130 глав (статей).
В связи с тем, что идейной основой Судебника является постулаты феодализма, многие положения направлены на урегулирование отношений собственности и эксплуатации. Судебником Мхитара Гоша предусматривается собственность царя и определённых князей на земельные и водные ресурсы.  Таким образом, население, проживающие на данной территории, являлось зависимым от воли вышеуказанных феодалов в полном объёме.
Согласно положениям Судебника имущество, которое поступило во владение в результате военных действий (добытое мечом) считается правомерным.
Судебник также посвящает множество положений отношениям, связанным с дееспособностью. Так совершеннолетним возрастом является достижение 25 летнего возраста. При этом, частичная дееспособность, в отношении мужчин в части семейных отношений наступала с 14 лет, а в части военной службы с 20 лет (глава VII Введения).
Несмотря на фактическое распространения множества религий по территории Закавказья, Судебник по большей мере отражал интересы христианской части населения. Согласно главе VII Судебника при рассмотрения дел, судьями могли быть не использоваться различные доказательства предоставленные «неверными против христиан, даже тогда, когда этих неверных множество и показания их истинны».
Формально в Судебнике упоминаются два вида судов: светский и духовный суд. При этом, существовало замечание, предусматривающие, что светский суд может быть только христианским. Принимая во внимание то, что в период появления Судебника в Армении власть принадлежала мусульманам-сельджукам, автор предполагал возможным централизовать осуществление правосудия под руководством христианской церкви.Таким образом, епископ фактически осуществлял судебную власть. Однако по мнению составителя Суденика Мхитара Гоша при необходимости судья обязан вовлекать в судебное разбирательство достойных представителей светского населения. Более того, фактически автор Судебника являлся приверженцем коллегиального суда по численность равной числу апостолов церкви. В связи тем, что осуществления выбора соответствующих лиц представляется затруднительным, по мнению Мхитара Гоша возможно ограничится 2-3 судьями-заседателями (глава  VI Введения Судебника). Так данные судьи-заседатели по замыслу составителя должны были использую свой профессиональный и жизненный опыт помогать епископу принимать верные решения при вынесении судебных решений, а также являться свидетелями правомерности судебного процесса. В Судебнике приводится следующая характеристика (требования) судьи: лицо, претендующее на пост судьи, должно было быть «опытным, сильным в познании, искусным в Священном писании, равно как и в человеческих делах...».
В Судебнике значительное внимание место занимают нормы процессуального права. При этом, Судебник не разграничивает гражданский и уголовный процесс. Отличительной особенностью Судебника является состязательность судебного процесса с элементами феодализма. Так в Судебника не разграничивался набор прав в зависимости от имущественного положения участника процесса (равный суд для богатых и бедных). Судебный процесс согласно Судебнику, имеет множество сходств с современным. Так в судебном производстве требовалось заслушать позиции и доводы сторон. Кроме того, стороны были вправе опровергать аргументы друг друга. При этом, запрещалось вступать в конфронтацию или перечить суду. Женщины в качестве свидетелей не принимали участие в судебном процессе. Мхитар Гош обосновывал такое правовое положение женщины в рамках судебного процесса тем, что, по его мнению, «женщины легко приходят в возбуждение».
105-я статья «Судебника» провозглашала отказ от «берегового права», то есть права присваивать потерпевший крушение корабль и всё его имущество. Закон обязывал возвращать потерпевшие кораблекрушение у берегов Армении корабли и их груз законным владельцам и запрещал присваивать добычу. Это было новшеством в области морского права. В 1184 году в Киликийской Армении «Судебник» Мхитара Гоша был возведён ранг государственного документа. На основании этого закона в 1201 году были подписаны договоры с Венецией и Генуей о возврате потерпевших крушение кораблей и их грузов законным владельцам. В 1285 году подобный договор был подписан и с Египетским султанатом.